# Medasina indentata
Medasina indentata är en fjärilsart som beskrevs av W. Warren 1896. Medasina indentata ingår i släktet Medasina och familjen mätare. Inga underarter finns listade i Catalogue of Life.